# Lojze
Lojze je moško osebno ime.

## Izvor imena
Ime Lojze je različica imena Alojz.

## Različice imena
- ženska oblika imena: Lojzka

## Pogostost imena
Po podatkih Statističnega urada Republike Slovenije je bilo na dan 31. decembra 2007 v Sloveniji število moških oseb z imenom Lojze: 208. Med vsemi moškim imeni pa je ime Lojte po pogostosti uporabe uvrščeno na 407. mesto.

## Osebni praznik
V koledarju je ime Lojze skpaj z imenom Alojz; god praznuje 21. junija.